# Giacomo Francesco Bussani
Giacomo Francesco Bussani (anche: Giovanni Bussano) (fl. XVII secolo) è stato un librettista italiano, attivo a Venezia fra il 1673 e il 1680.
Nativo di Cremona, Bussani fu canonico regolare della Congregazione Lateranense presso la Scuola della Carità di Venezia. Egli è tuttavia maggiormente noto per l'attività librettistica che lo portò a scrivere sette libretti per i teatri veneziani tra il 1673 al 1680; cinque di questi furono destinati per essere rappresentati al Teatro San Salvador con musiche di Antonio Sartorio, mentre gli altri per essere messi in scena nei teatri di proprietà della famiglia Grimani: uno per il Teatro dei Santi Giovanni e Paolo e l'altro per il Teatro San Giovanni Grisostomo.
Tranne per Enea in Italia ed Ercole sul Termodonte, i lavori di Bussani sono vagamente basati sulla storia e evidenziano notevolmente le tematiche amorose. I suoi testi, per almeno un secolo, furono ripresi e musicati da diversi compositori e rappresentati in varie città italiane ed europee. Si ricorda in particolare Giulio Cesare in Egitto revisionato da Nicola Francesco Haym e posto in musica da Georg Friedrich Händel nel 1724. Altri compositori che in seguito impiegarono i suoi testi, talvolta opportunamente revisionati, furono fra i vari Niccolò Jommelli, Giuseppe Sarti e Carlo Ambrogio Lonati.

## Libretti
- Massenzio
- Enea in Italia
- Giulio Cesare in Egitto
- Antonino e Pompeiano
- Anacreonte tiranno
- Ercole sul Termodonte (attribuzione errata)
- Il ratto delle Sabine

| Controllo di autorità | VIAF (EN) 17651313 · ISNI (EN) 0000 0001 0530 7819 · CERL cnp01009110 · LCCN (EN) n88680333 · GND (DE) 1055519173 · BNF (FR) cb147537896 (data) · J9U (EN, HE) 987007331571505171 |